# Anne Manzek
Anne Manzek (* 28. Mai 1974 in Halle (Saale)) ist eine deutsche Künstlerin und Illustratorin.

## Werdegang
Sie studierte von 1995 bis 2001 an der Kunsthochschule Berlin-Weißensee (khb) mit den Schwerpunkten Buchgestaltung, Typografie und Illustration und machte ihren Diplomabschluss im Oktober 2001. Von 2002 bis 2003 war sie Meisterschülerin von Nanne Meyer an der khb. Seit 2003 ist sie als Illustratorin und Gestalterin für die »Galerie Vevais« tätig und seit 2004 als Künstlerin durch die »Edition Trodler« vertreten.
Anne Manzek ist Mutter von zwei Kindern. Sie ist verheiratet mit dem Berliner Lyriker Michael Manzek (geb. Schneider), lebt und arbeitet in Berlin.

## Künstlerbücher
- Vom Objekt zur Umrißlinie: der Umriß als Phänomen auf der Fläche und als Wahrnehmungsphänomen. Kunsthochschule Weißensee, Berlin 2001.
- Schwer Verletzt. Siebdruckserie zum Buch mit Soundtrack von Frank Bröker. Edition Minotaurus in der Galerie Vevais, Berlin 2001, ISBN 3-936165-05-X.
- Grenzen des Vorstellbaren. Ein philosophisches Zeichenbuch mit 90 original Siebdruckgraphiken in Handarbeit. Laeser edition, Berlin 2002, ISBN 3-936165-84-X.
- Winter. (Audiobook). Gedicht von Alexander Scholz, gelesen und vertont von Frank Bröker. Edition Minotaurus in der Galerie Vevais, Berlin 2004, ISBN 3-936165-31-9.

## Auszeichnungen
- 2002: „Förderpreis für junge Buchgestaltung“ der Stiftung Buchkunst für ihr Buch Grenzen des Vorstellbaren[2]